# Kalibunder
Kalibunder is een bestuurslaag in het regentschap Sukabumi van de provincie West-Java, Indonesië. Kalibunder telt 5724 inwoners (volkstelling 2010).